# 2. Deutsche Volleyball-Bundesliga 1984/85 (Frauen)
Die Saison 1984/85 der 2. Volleyball-Bundesliga der Frauen war die neunte Ausgabe dieses Wettbewerbs.

## 2. Bundesliga Nord
Meister und Aufsteiger in die 1. Bundesliga wurde der TSV Rudow Berlin. Absteigen mussten der Hamburger SV, der Troisdorfer TV und SW Elmschenhagen.

### Mannschaften
In dieser Saison spielten folgende zehn Mannschaften in der 2. Bundesliga Nord der Frauen:
- TSV Rudow Berlin
- VC Telstar Bochum
- SW Elmschenhagen
- DJK Essen-Borbeck
- Hamburger SV
- VfL Hannover
- TuRa Harksheide
- TV Hörde
- Post SV Köln
- Troisdorfer TV

Absteiger aus der 1. Bundesliga war der TSV Rudow Berlin. Aus der Regionalliga stiegen TuRa Harksheide (Nord) sowie DJK Essen-Borbeck und der Troisdorfer TV (West) auf.

### Tabelle
|                         | Verein            | Spiele | Punkte  | Sätze   |
| ----------------------- | ----------------- | ------ | ------- | ------- |
| 1.                      | Rudow Berlin (A)  | 18     | 26 : 10 | 44 : 28 |
| 2.                      | Harksheide (N)    | 18     | 24 : 12 | 42 : 32 |
| 3.                      | Hannover          | 18     | 20 : 16 | 37 : 37 |
| 4.                      | Köln              | 18     | 18 : 18 | 40 : 33 |
| 5.                      | Bochum            | 18     | 18 : 18 | 35 : 33 |
| 6.                      | Essen-Borbeck (N) | 18     | 18 : 18 | 38 : 37 |
| 7.                      | Hörde             | 18     | 18 : 18 | 38 : 38 |
| 8.                      | Hamburg           | 18     | 18 : 18 | 36 : 36 |
| 9.                      | Troisdorf (N)     | 18     | 12 : 24 | 31 : 43 |
| 10.                     | Elmschenhagen     | 18     | 8 : 28  | 25 : 49 |
| Stand: Abschlusstabelle |                   |        |         |         |

|     | Aufsteiger in die Bundesliga    |
|     | Absteiger in die Regionalliga   |
| (A) | Absteiger aus der 1. Bundesliga |
| (N) | Aufsteiger aus der Regionalliga |

## 2. Bundesliga Süd
Meister und Aufsteiger in die 1. Bundesliga wurde der SV Ettlingen. Absteiger war Amperland München.

### Mannschaften
In dieser Saison spielten folgende zehn Mannschaften in der 2. Bundesliga Süd der Frauen:
- TuS Ahrweiler
- Orplid Darmstadt
- SV Ettlingen
- Eintracht Frankfurt
- TSV Moischt
- FS Amperland München
- ESV Neuaubing
- Saar 05 Saarbrücken
- TSG Tübingen
- 1. VC Wiesbaden

Absteiger aus der 1. Bundesliga war Orplid Darmstadt. Aufsteiger aus der Regionalliga waren der TSV Moischt (Südwest) und die TSG Tübingen (Süd).

### Tabelle
|                         | Verein        | Spiele | Punkte  | Sätze   |
| ----------------------- | ------------- | ------ | ------- | ------- |
| 1.                      | Ettlingen     | 18     | 34 : 2  | 52 : 14 |
| 2.                      | Wiesbaden     | 18     | 24 : 12 | 43 : 27 |
| 3.                      | Saarbrücken   | 18     | 22 : 14 | 41 : 27 |
| 4.                      | Darmstadt (A) | 18     | 22 : 14 | 41 : 30 |
| 5.                      | Neuaubing     | 18     | 22 : 14 | 42 : 31 |
| 6.                      | Tübingen (N)  | 18     | 22 : 14 | 37 : 32 |
| 7.                      | Frankfurt     | 18     | 12 : 24 | 28 : 41 |
| 8.                      | Ahrweiler     | 18     | 12 : 24 | 28 : 42 |
| 9.                      | Moischt (N)   | 18     | 6 : 30  | 23 : 47 |
| 10.                     | München       | 18     | 4 : 32  | 8 : 52  |
| Stand: Abschlusstabelle |               |        |         |         |

|     | Aufsteiger in die Bundesliga    |
|     | Absteiger in die Regionalliga   |
| (A) | Absteiger aus der 1. Bundesliga |
| (N) | Aufsteiger aus der Regionalliga |